# 宮里侑樹
宮里 侑樹（みやざと ゆうき、1997年1月6日 - ）は、ジャパンラグビーリーグワン三菱重工相模原ダイナボアーズに所属するラグビー選手。

## プロフィール
- 沖縄県出身[1]。
- ポジションはフッカー(HO)。
- 身長 175 cm、体重 110 kg
- 元10人制ラグビーの選手だった[2]。

## 略歴
2015年、名護商工高校卒業後、早稲田大学に入る。
2019年、早稲田大学卒業後、三菱重工相模原ダイナボアーズに加入。
2020年1月12日にジャパンラグビートップリーグ第1節NTTドコモレッドハリケーンズ戦に途中出場で公式戦初出場を果たす。